# Мардавидж
Мардавидж ибн Зияр (перс. مرداویج‎, означает «нападающий человек», ?—935) — потомок древнего иранского княжеского рода.
В 928—942 годах отряды Мардавиджа ибн Зияра отторгли Горган, где позднее сложилось государство Зияридов (Зийаридов), первоначально существовавшее под сюзеренитетом багдадских халифов.
Столицей был город Горган.
В момент наивысшего расцвета в 932—935 гг. оно включало в себя кроме прикаспийских областей часть территории Западного Ирана. Мардавидж стремился захватить Багдад и восстановить традиции Сасанидов, но был убит своими тюркскими гулямами в бане в Исфахане в сафаре 323 г. х. (январе 935).

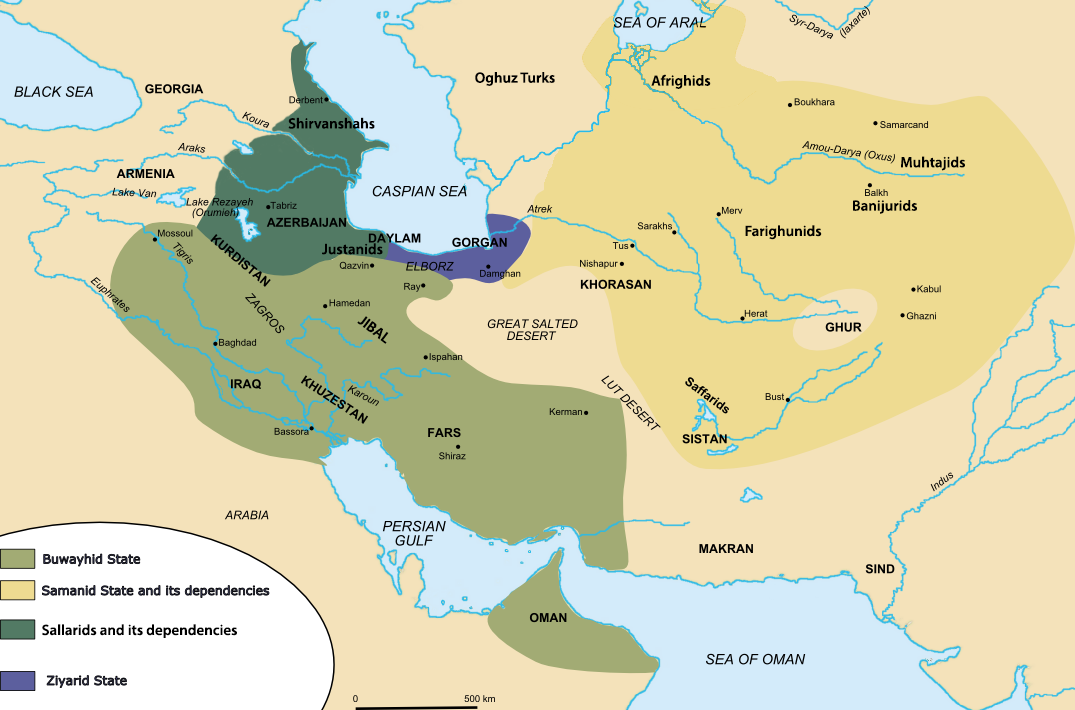
Иран в середине X века

Во время правления потомков Мердавиджа территории государства ограничились прикаспийскими областями. Зияриды признавали себя поочередно вассалами то Саманидов, то Буидов, но в конечном счете сумели пережить падение обеих династий. Их государство было уничтожено исмаилитами во второй половине XI века.